# Harpactocrates gredensis
Harpactocrates gredensis är en spindelart som beskrevs av José Vicente Ferrández 1986. Harpactocrates gredensis ingår i släktet Harpactocrates och familjen ringögonspindlar.
Artens utbredningsområde är Spanien. Inga underarter finns listade i Catalogue of Life.